# Tangoumanssou
Tangoumanssou est un village situé au centre de la Côte d’Ivoire. Il appartient au département de Dimbokro, dans la région du N’Zi. Il a été électrifié le samedi 13 novembre 2021.